# 馮堅
馮 堅（ふう けん、生年不詳 - 1392年）は、明代の官僚。

## 生涯
はじめ南豊典史となった。1391年（洪武24年）、洪武帝の聖体を養い、諸王の輔導の官に老成した人士を選び、遠方の勢力を撃ち払い、役人を励まし、歴代の忠義の諸臣に追諡し、宦官を整理して冗員を省き、辺境の将軍の任地を交代させ、地方官吏の治績を監察し、関防を増強するよう求める九事を上書した。洪武帝はこれを喜び、吏部に命じて馮堅を左僉都御史に抜擢させた。馮堅は都察院にあって、大局に関する道理を保持した。1392年（洪武25年）、在任のまま死去した。